# Mezilaurus lindaviana
Mezilaurus lindaviana là loài thực vật có hoa trong họ Nguyệt quế. Loài này được Schwacke & Mez miêu tả khoa học đầu tiên năm 1892.